# Yaka (langue)
Pour les articles homonymes, voir Yaka.
Ne doit pas être confondu avec Aka (langue d'Afrique).
Le yaka est une langue bantoue parlée par la population yaka principalement en République démocratique du Congo, également en Angola.